# Hervé Pierre
Pour les articles homonymes, voir Pierre.
Ne doit pas être confondu avec Pierre Hervé ou Hervé Pierre (styliste).
Hervé Pierre, né le 22 avril 1955 aux Fins (Doubs), est un comédien et un metteur en scène français, pensionnaire de la Comédie-Française depuis le 1er février 2007, il est 522e sociétaire de la Comédie-Française du 1er janvier 2011 à décembre 2022.
Le 14 juin 2009, il est consacré meilleur comédien français pour la saison 2008-2009 par l'ensemble de la critique. En 2011, il est nommé chevalier de l'ordre des Arts et des Lettres et en 2014 chevalier de la Légion d'honneur.

## Biographie
Originaire de Franche-Comté, il découvre l'art de la comédie en jouant dès son plus jeune âge au théâtre des Fins, son village natal du Haut-Doubs, puis au lycée de Pontarlier. Il suit ensuite, de 1974 à 1977, les cours de l'école du théâtre national de Strasbourg avec Claude Petitpierre (d), Jean-Pierre Vincent, Jean Dautremay et Jean-Louis Hourdin. En 1977, il fonde, avec l'ensemble de la promotion du TNS, le Théâtre du Troc qu'il anime jusqu'en 1981. Il est marié avec la comédienne française Clotilde Mollet. Ils ont ensemble deux enfants.

## Théâtre

### Comédien
- 1972 : L'Affaire Dreyfus, écrit et mis en scène par Pierre Louis
- 1973 : La Cruche cassée de Heinrich von Kleist, mise en scène Pierre Louis
- 1974 : L'Île des esclaves de Marivaux, mise en scène Pierre Louis
- 1974-1977 : formation à l'école du théâtre national de Strasbourg avec entre autres Claude Petitpierre (d) : Oncle Vania d'Anton Tchekhov ; Jean Dautremay et Jean-Pierre Vincent : La Bonne Vie de Michel Deutsch ; Jean-Louis Hourdin : Jadis l'avenir était plus rose qu'aujourd’hui de Karl Valentin.
- 1976 : Les Années d'absinthe, spectacle écrit et mis en scène par Pierre Louis, Festival des Nuits de Joux
- 1977 : création avec toute la promotion de l'école (groupe XVI) de la compagnie théâtrale Théâtre du Troc qui s'installe à Ostwald
- 1978 : Haut les mains, peau de lapin (création collective) Théâtre du Troc
- 1978 : Andréa Del Sarto d'Alfred de Musset, mise en scène Dominique Muller au Théâtre national de Strasbourg.
- 1979 : Victor s’en mêle (création collective) Théâtre du Troc
- 1980 : fin de l'aventure du Théâtre du Troc
- 1980 : Peines d'amour perdues de William Shakespeare, mise en scène Jean-Pierre Vincent, Festival d'Avignon
- 1981 : Humanus, paysage de l'homme d'après Le Sous-sol de Dostoïevski, avec Raymond Roumegous sous le chapiteau Fatrasie
- 1981 : Édouard II de Christopher Marlowe, mise en scène Bernard Sobel, nouveau théâtre de Nice, Théâtre de Gennevilliers
- 1982 : L'Éléphant d'or d'Alexandre Kopkov, mise en scène Bernard Sobel, Festival d'Avignon
- 1983 : La Mort de Danton de Georg Büchner, mise en scène Jean-Louis Hourdin
- 1983 : Liberté à Brême (rôle de Johann) de Fassbinder, mise en scène Jean-Louis Hourdin
- 1984 : Les Mémoires d'un visage pâle de Thomas Berger au festival d'Hérisson, mise en scène Jean-Paul Wenzel
- 1984 : Le Songe d'une nuit d'été de William Shakespeare (Botton), mise en scène Jean-Louis Hourdin
- 1985 : La Tempête de William Shakespeare
- 1986 : Panique à Villechauve au festival d’Hérisson, mise en scène Jean-Paul Wenzel
- 1986 : Les Trois Sœurs d'Anton Tchekhov (Adreï), mise en scène Alain Buttard
- 1986 : Coup de foudre d’après Herman Melville, avec Gérard Chaillou
- 1987 : La Sentence des pourceaux d'Olivier Perrier, co-mise en scène d'Olivier Perrier au festival d'Avignon
- 1988 : Spectacle obligatoire, variété théâtrale mise en scène Dominique Deschaintre
- 1988 : Le Monde d'Albert Cohen, mise en scène Jean-Louis Hourdin
- 1988 : La Résistible Ascension d'Arturo Ui de Bertolt Brecht, mise en scène Guy Rétoré
- 1989 : Le Monde d'Albert Cohen, mise en scène Jean-Louis Hourdin, MC93 Bobigny
- 1989 : Hurle France !, création collective avec Jean-Louis Hourdin
- 1991 : Homme et Galant Homme d'Edouardo de Filippo, mise en scène Félix Prader, Nouveau théâtre d'Angers, Comédie de Genève
- 1991 : La Danse de mort d'August Strindberg (le capitaine)
- 1991 : Timon d'Athènes (Timon) de William Shakespeare, mise en scène Dominique Pitoiset, Théâtre de l'Athénée-Louis-Jouvet
- 1992 : Timon d'Athènes (Timon) de William Shakespeare, mise en scène Dominique Pitoiset
- 1992 : Les Solitaires intempestifs, montage et mise en scène Jean-Luc Lagarce
- 1992 : Ordinaire et Disgracié de Claude Mollet
- 1993 : Faust de Goethe (Méphistos), mise en scène Dominique Pitoiset, Théâtre de l'Athénée-Louis-Jouvet, Nouveau théâtre d'Angers
- 1994 : Quai Ouest de Bernard-Marie Koltes, mise en scène Michel Froehly, Théâtre de la Cité internationale (Koch)
- 1994 : Oblomov d'Ivan Gontcharov, mise en scène Dominique Pitoiset, Théâtre Vidy-Lausanne, MC93 Bobigny, théâtre national de Bretagne, théâtre de Nice
- 1995 : Oblomov d'Ivan Gontcharov, mise en scène Dominique Pitoiset, tournée
- 1995 : Le Radeau de la Méduse de Roger Planchon, mise en scène de l'auteur, TNP Villeurbanne
- 1996 : Lulu de Frank Wedekind (le docteur Schoën) adaptation et mise en scène Jean-Luc Lagarce
- 1996 : L'Homme de plein vent de Pierre Meunier (théâtre) (rôle de Kutsch)
- 1997 : Le Radeau de la Méduse de Roger Planchon, mise en scène de l'auteur, théâtre national de la Colline
- 1997 : Monparnasse reçoit[2] d'Yves Ravey (Andy Swega), mise en scène Joël Jouanneau
- 1998 : Les Démons d'après Fiodor Dostoïevski, mise en scène Roger Planchon, Opéra-Comique, TNP Villeurbanne
- 1998 : La Dame de chez Maxim de Georges Feydeau, mise en scène Roger Planchon, Opéra-Comique, TNP Villeurbanne (Monsieur Petitpont)
- 1999 : Le Voyage à La Haye de Jean-Luc Lagarce, mise en scène François Berreur, Théâtre Gérard Philipe
- 2000 : L'Affaire de la rue de Lourcine d'Eugène Labiche, mise en scène Jean-Baptiste Sastre, Théâtre Nanterre-Amandiers (Mistingue)
- 2000 : Le Gardeur de troupeaux (mise en scène) de Fernando Pessoa, avec Clotilde Mollet et Daniel Jeanneteau
- 2000 : Terres promises de Roland Fichet, mise en scène Philippe Lanton, Festival d'Avignon
- 2001 : Terres promises de Roland Fichet, mise en scène Philippe Lanton, Théâtre Gérard Philipe
- 2001 : La Tragédie d'Othello, le Maure de Venise de William Shakespeare (Othello), mise en scène Dominique Pitoiset, Théâtre national de Bretagne, Théâtre La Criée, Théâtre national de Chaillot
- 2001 : Le Rêve de la veille (Music Hall – Le Bain – Voyage à La Haye) de Jean-Luc Lagarce, mise en scène François Berreur
- 2001 : Shake d'après La Nuit des rois de William Shakespeare (Sir Toby), mise en scène Dan Jemmett
- 2002 : Les Voisins de Michel Vinaver, mise en scène Alain Francon, Théâtre national de la Colline
- 2003 : Le Square de Marguerite Duras, mise en scène Didier Bezace, Festival d'Avignon
- 2004 : Le Square de Marguerite Duras, mise en scène Didier Bezace, Théâtre de la Commune
- 2004 : Oncle Vania d'Anton Tchekhov, mise en scène Yves Beaunesne, Théâtre de Saint-Quentin, Théâtre de la Criée, Théâtre national de Chaillot
- 2005 : Oncle Vania d'Anton Tchekhov, mise en scène Yves Beaunesne, Théâtre national de la Colline
- 2005 : Le Square de Marguerite Duras, mise en scène Didier Bezace, Théâtre national de Strasbourg, La Criée, Nouveau théâtre d'Angers
- 2006 : Poeub de Serge Valletti, mise en scène Michel Didym, Théâtre des Célestins, Théâtre national de Nice, La Criée, Théâtre national de la Colline
- 2007 : Les Géants de la montagne de Luigi Pirandello (Cotrone), mise en scène Laurent Laffargue
- 2007 : Partage de midi de Paul Claudel (Amalric), mise en scène Yves Beaunesne, Comédie-Française, Amalric
- 2007 : Juste la fin du monde de Jean-Luc Lagarce, mise en scène François Berreur, MC2, Nouveau théâtre de Besançon, Maison de la Culture de Bourges, Théâtre de la Cité internationale, Théâtre des Célestins, Théâtre de la Manufacture, tournée (Louis)
- 2008 : Juste la fin du monde de Jean-Luc Lagarce, mise en scène François Berreur, TNBA, tournée (Louis)
- 2007 : Le Misanthrope de Molière (Oronte), mise en scène Lukas Hemleb
- 2008 : L'Illusion comique de Corneille (Alcandre), mise en scène Galin Stoev, Comédie-Française
- 2008 : Anagrammes pour Faust d'après l'œuvre de Paul Valéry, mise en scène Ezékiel Garcia Romeu
- 2008 : Le Drap d'Yves Ravey, mise en scène Laurent Fréchuret, Théâtre de Sartrouville
- 2008 : Vivant d'Annie Zadek, mise en scène Pierre Meunier (théâtre), Comédie de Valence, reprise en 2009 au Studio-théâtre de la Comédie-Française
- 2009 : La Grande Magie d'Eduardo De Filippo, mise en scène Dan Jemmett, Salle Richelieu : Otto Marvuglia, le magicien
- 2009 : Partage de midi de Paul Claudel, mise en scène Yves Beaunesne, Théâtre Marigny, Amalric
- 2010 : Mystère bouffe et fabulages de Dario Fo, mise en scène Muriel Mayette, Salle Richelieu
- 2010 : L'Illusion comique de Corneille, mise en scène Galin Stoev, Comédie-Française
- 2010 : Les Oiseaux d'Aristophane, mise en scène Alfredo Arias, Salle Richelieu
- 2010 : L'Infâme de Roger Planchon, mise en voix Jacques Rosner, Théâtre Ouvert
- 2010 : La Grande Magie d'Eduardo De Filippo, mise en scène Dan Jemmett, Salle Richelieu, Otto Marvuglia, le magicien
- 2010 : Les Oiseaux d'Aristophane, mise en scène Alfredo Arias, Salle Richelieu, Le voyant, le délateur, Héraclès et le vendeur de décrets
- 2010 : Un fil à la patte de Georges Feydeau, mise en scène Jérôme Deschamps, Salle Richelieu, Bois d’Enghien
- 2011 : Le Drap d'Yves Ravey, mise en scène Laurent Fréchuret, Théâtre du Vieux-Colombier
- 2011 : Agamemnon de Sénèque, mise en scène Denis Marleau, Salle Richelieu
- 2011 : Un fil à la patte de Georges Feydeau, mise en scène Jérôme Deschamps, Salle Richelieu, Bois d’Enghien
- 2012 : La Trilogie de la Villégiature de Carlo Goldoni, mise en scène Alain Françon, Théâtre Éphémère, Filippo
- 2012 : Le Drap d'Yves Ravey, mise en scène Laurent Fréchuret, Nouveau théâtre de Besançon
- 2012 : Peer Gynt de Henrik Ibsen, mise en scène Éric Ruf, Grand Palais (Paris)
- 2012 : Tu Tiens sur tous les fronts d'après les textes de Christophe Tarkos, mise en scène Roland Auzet, Théâtre de la Renaissance, Oullins-Grand Lyon
- 2013 : Un fil à la patte de Georges Feydeau, mise en scène Jérôme Deschamps, Salle Richelieu, Bois d’Enghien
- 2013 : Rituel pour une métamorphose de Saadallah Wannous, mise en scène Sulayman Al-Bassam, Théâtre du Gymnase, Salle Richelieu, Hamîd et le Geôlier
- 2013 : Hamlet de William Shakespeare, mise en scène Dan Jemmett, Salle Richelieu, Claudius
- 2014 : Un cabaret Brassens au studio théâtre de la Comédie-Française
- 2014 : La Trilogie de la villégiature, mise en scène Alain Françon, Salle Richelieu, Pilippo
- 2014 : Hamlet de William Shakespeare, mise en scène Dan Jemmett, Salle Richelieu, Claudius
- 2014 : Copeau(x): éclats, fragments, pensées de Jacques Copeau, mise en scène direction de la soirée en collaboration avec Jean-Louis Hourdin, Hervé Pierre au Théâtre du Vieux-Colombier
- 2014 : Gainsbourg Poète majeur avec Jane Birkin et Michel Piccoli, mise en scène Philippe Lerichomme
- 2015 : Les estivants de Maxime Gorki dans une mise en scène de Gérard Desarthe
- 2015 : Dancefloor Memories de Lucie Depauw, mise en scène de Hervé Van Der Meulen au studio théâtre, Pierre
- 2015 : George Dandin de Molière mise en scène Hervé Pierre au Théâtre du Vieux-Colombier
- 2016 : Cyrano de Bergerac d'Edmond Rostand, mise en scène Denis Podalydès, Salle Richelieu
- 2016 : La Mer d'Edward Bond, mise en scène Alain Françon, Salle Richelieu
- 2016 : Vania d'après Oncle Vania d'Anton Tchekhov, mise en scène Julie Deliquet, Théâtre du Vieux-Colombier
- 2016 : La Ronde d'après Arthur Schnitzler, mise en scène Anne Kessler, Théâtre du Vieux-Colombier
- 2017 : Une Vie mise en scène Pascal Rambert, Théâtre du Vieux-Colombier
- 2017-2018 : La Tempête de William Shakespeare, mise en scène Robert Carsen, Salle Richelieu
- 2018 : Poussière de Lars Noren, mise en scène de l'auteur, Salle Richelieu
- 2018 : Britannicus de Jean Racine, mise en scène de Stéphane Braunschweig, salle Richelieu : Burrhus
- 2018-2019 : La Locandiera de Goldoni, mise en scène d'Alain Françon, salle Richelieu : comte Albafiorita
- 2019 : Fanny et Alexandre de Ingmar Bergman, mise en scène Julie Deliquet, Salle Richelieu
- 2019 : La Vie de Galilée de Bertolt Brecht, mise en scène Eric Ruf, Salle Richelieu
- 2021 : Les Démons de Fiodor Dostoïevski, mise en scène Guy Cassiers, Salle Richelieu
- 2022 : Jean-Baptiste, Madeleine, Armande et les autres... d'après Molière, mise en scène Julie Deliquet, Salle Richelieu
- 2023 : Tachkent de Rémi De Vos, mise en scène Dan Jemmett, Nuits de Fourvière puis Studio Marigny
- 2024 : Moman – Pourquoi les méchants sont méchants ? de Jean-Claude Grumberg, La Scala (Paris)
- 2024 : Le Mage du Kremlin de Giuliano da Empoli, mise en scène Roland Auzet, La Scala (Paris)

### Mise en scène
- 1981 : Humanus, paysages de l'homme d'après le Sous Sol de Dostoïevski avec Raymond Roumegous
- 1986 : Coup de foudre au Théâtre le Granit de Belfort d'après Herman Melville avec Gérard Chaillou
- 1990 : Duo du balcon de Louis-Charles Sirjacq coréalisation, avec Clotilde Mollet, Marie Nicolas et Louis-Charles Sirjacq
- 1992 : Ordinaire et Disgracié de Claude Mollet, Théâtre de la Bastille
- 2000 : Le Gardeur de Troupeaux de Fernando Pessoa co-mise en scène, avec Clotilde Mollet et Daniel Jeanneteau
- 2005 : Caeiro de Fernando Pessoa, Théâtre national de la Colline
- 2014 : Tu tiens sur tous les fronts spectacle de Roland Auzet avec Pascal Duquenne et Hervé Pierre, Texte de Christophe Tarkos

## Filmographie

### Cinéma

#### Longs métrages
- 1995 : Les Truffes de Bernard Nauer : le propriétaire du pavillon
- 1995 : Le Hussard sur le toit de Jean-Paul Rappeneau : brigadier Maugin
- 1997 : Mordbüro de Lionel Kopp
- 1998 : On a très peu d'amis de Sylvain Monnot : Paul
- 1998 : Lautrec de Roger Planchon : Charles Zidler
- 1999 : Karnaval de Thomas Vincent : Verhoeven
- 1999 : Inséparables de Michel Couvelard : Jean
- 2000 : L'Affaire Marcorelle de Serge Le Péron : Robert Viguier
- 2001 : Mercredi, folle journée ! de Pascal Thomas : l'avocat de Socoa
- 2003 : Le Pacte du silence de Graham Guit : Marcel
- 2005 : Mon petit doigt m'a dit : de Pascal Thomas : docteur Mauroy
- 2005 : Asphalte de Pierre Meunier : le paysan
- 2005 : Divergence de Martin Mauvoisin : Un pompier
- 2006 : Paris, je t'aime : (segment Montmartre) de Bruno Podalydès : le docteur
- 2006 : Le Grand Appartement de Pascal Thomas : l'huissier Blavache
- 2007 : L'Heure zéro : de Pascal Thomas : Ange Werther
- 2010 : Ensemble, nous allons vivre une très, très grande histoire d'amour... de Pascal Thomas
- 2011 : J'aime regarder les filles de Frédéric Louf
- 2012 : Du vent dans mes mollets de Carine Tardieu
- 2012 : Associés contre le crime de Pascal Thomas : le médecin de famille
- 2012 : Superstar de Xavier Giannoli
- 2012 : Les Saveurs du palais de Christian Vincent
- 2013 : Les Garçons et Guillaume, à table ! de Guillaume Gallienne : le psychiatre militaire
- 2013 : 100% cachemire de Valérie Lemercier : le commissaire d'exposition
- 2015 : Journal d'une femme de chambre de Benoît Jacquot : Monsieur Lanlaire
- 2015 : Le Goût des merveilles d'Eric Besnard : Jules
- 2017 : Momo de Sébastien Thiéry et Vincent Lobelle : Jean-François
- 2019 : J'accuse de Roman Polanski : Général Gonse
- 2021 : Benedetta de Paul Verhoeven : Paolo Ricordati
- 2022 : Les Promesses de Thomas Kruithof : Pierre Messac
- 2022 : Maigret  de Patrice Leconte : Docteur Paul

#### Courts métrages
- Paris, je t'aime de Bruno Podalydès
- Hopla! de Pierre Meunier
- Hardi! de Pierre Meunier

### Télévision

#### Séries télévisées
- Envoyer la fracture : réalisation Claire Devers
- Avocats et Associés : réalisation Claire de la Roche Foucault
- PJ (plusieurs épisodes) : réalisation Gérard Vergez
- Louis la Brocante : réalisation Michel Favart
- Les Montana : réalisation Benoît d'Aubert
- 2014 : Les Hommes de l'ombre série télévisée française créée par Dan Franck, Frédéric Tellier, Charline de Lépine et Emmanuel Daucé
- 2016 : Sacristie !, mini-série[3]
- 2021- : Lupin (série Netflix) : Hubert Pellegrini
- 2022 : Drôle (série Netflix)

#### Téléfilms
- 1980 : Gueule d'atmosphère de Maurice Chateau : Bell
- 1981 : Maître Daniel Rock de Paul Planchon : Gaspard
- 1982 : Edward II de Bernard Sobel : Lancaster/Leicester
- 1998 : L'Enfant des terres blondes : de Édouard Niermans : Hervé
- 2010 : L'Homme sans nom de Sylvain Monnot
- 2010 : L'illusion comique de Mathieu Amalric
- 2011 : Les Faux-monnayeurs de Benoît Jacquot
- 2011 : À la recherche du temps perdu de Nina Companeez : Monsieur Verdurin
- 2012 : La Danse de l'Albatros de Nathan Miller
- 2012 : Quartier Latin de Michel Andrieu
- 2013 : Crime d'État de Pierre Aknine : Raymond Barre
- 2013 : Meurtre en trois actes de Claude Mouriéras
- 2015 : Deux de Anne Villacèque
- 2017 : La Consolation de Magaly Richard-Serrano

## Doublage

### Films
- 1989 : Miss Daisy et son chauffeur : Boolie Werthan (Dan Aykroyd)
- 2001 : Braquages : Don « Pinky » Pincus (Ricky Jay)
- 2010 : Le Discours d'un roi : Winston Churchill (Timothy Spall)
- 2016 : Neruda : Pablo Neruda (Luis Gnecco)
- 2017 : Les Heures sombres : Winston Churchill (Gary Oldman)
- 2023 : L'Enlèvement : Pie IX (Paolo Pierobon)
- 2023 : Winter Break : Paul Hunham (Paul Giamatti)

### Séries télévisées
- 2024 : Le Sympathisant : le Général (Toan Le) (mini-série)

Documentaires
- 2019 : Le Pacte Hitler-Staline : le narrateur

## Radio
- Depuis 2014 : 57 rue de Varenne de François Pérache : Feuilleton pour France Culture réalisé par Cédric Aussir et récompensé par le prix Europa[4].
- Pour les Editions Gallimard : livre audio La Promesse de l'aube de Romain Gary, récompensé par le prix Livre dans le noir.
- Pour les Editions Gallimard : livre audio Le Mariage de Plaisir de Tahar Ben Jelloun.

## Distinctions

### Décorations
- 2011 : Chevalier de l'ordre des Arts et des Lettres  au titre de la promotion de juillet 2011 par le ministre de la Culture
- 2014 : Chevalier de la Légion d'honneur

### Récompenses
- Prix du Syndicat de la critique 2009 : meilleur comédien pour La Grande Magie
- Festival de la fiction TV de La Rochelle 2013 : Mention spéciale pour Meurtre en 3 actes[5]
- Prix du Syndicat de la critique 2024 : meilleur comédien pour Moman – Pourquoi les méchants sont méchants ?